# Kfar Malal
Kfar Malal (în ebraică כפר מל"ל) este un moșav (sat) agricol în regiunea Șaron din centrul Israelului. Inițial, localitatea a purtat numele de Ein Khai (în română, „Izvorul viu”), dar a fost distrusă de arabi în pogromul din 1921 și mai târziu, când a fost reconstruită, a primit numele actual. Localitatea poartă numele lui Moshe Leib Lilienblum, al cărui acronim era „M-L-L”. Rabinul Moshe Leib Lilienblum (1843–1910) a fost un conducător al mișcării sioniste Hovevei Zion.

## Personalități legate de Kfar Malal
- Ariel Sharon, general și om politic israelian s-a născut la Kfar Malal.